# Jes Vagnby
Jes Vagnby, född 1955 i Danmark, är en dansk arkitekt, formgivare och installationskonstnär.
Jes Vagnby är son till Viggo Vagnby. Han utbildade sig till arkitekt på Arkitektskolen Aarhus i Århus med examen 1988. Han har praktiserat för Kazuo Shinohara i Tokyo, Ricardo Legorreta (1931-2011) i Mexico City samt åren 1988-94 på Henning Larsens Tegnestue.
Han grundade 1994 sitt eget arkitekt- och formgivningskontor i Köpenhamn, sedan 2005 innefattande förlaget Guldmaj. Åren 1999-2010 hade hans kontor planeringsansvar för festivalområdet för Roskildefestivalen, år 2007 för Hovefestivalen på ön Tromøya i Norge och 2008 för Universitetets Festival i Köpenhamn. Han har sedan 2012 undervisat på Arkitektskolen Aarhus.

## Verk i urval
- Gästhus på Krabbesholm højskole i Skive, 2000
- Iværksætterhus Sjælland, 2006, vid CAD forskarcentrum i Roskilde
- Annex i Thyregod på Jylland